# Hannes Gnauck
Hannes Gnauck (Prenzlau, Brandeburgo, 8 de agosto de 1991) es un político alemán. Afiliado a Alternativa para Alemania (AfD), desde 2021 se desempeña como miembro del Bundestag, y desde 2022 como presidente de Alternativa Joven para Alemania.

## Carrera

### Militar
En 2014, Gnauck se alistó como soldado temporal en las Fuerzas Armadas alemanas. Se desempeñó como sargento de personal en el 411.° Batallón de Granaderos Panzer en Viereck, y fue desplegado en Mazar-e Sharif (Afganistán) en la segunda mitad de 2019 como parte de la Misión Apoyo Decidido. Alcanzó el rango de sargento.
En junio de 2021, el Servicio de Contrainteligencia Militar clasificó a Gnauck como «extremista», debido a «su falta de lealtad a la constitución». Debido al proceso en curso, Gnauck fue relevado de sus funciones, se le prohibió llevar el uniforme y solo se le permitió entrar al cuartel si lo solicitaban. Cuando ingresó al Bundestag, su servicio militar fue suspendido. El 16 de mayo de 2024, la inmunidad de Gnauck fue levantada debido a «procedimientos disciplinarios judiciales» relacionados con su tiempo como soldado. Se le acusa de haber incitado al odio contra los solicitantes de asilo y los extranjeros durante dicho tiempo. El propio Gnauck considera que las acusaciones son injustificadas.

### Política
Gnauck fue elegido miembro del consejo del distrito de Uckermark en 2019 y se convirtió en presidente del grupo parlamentario de la AfD. Fue elegido miembro del Bundestag en las elecciones federales de 2021 a través de la lista del estado federado de Brandeburgo de la AfD. El grupo parlamentario de la AfD lo nombró miembro de pleno derecho de la Comisión de Defensa y miembro adjunto de la Comisión de Trabajo y Asuntos Sociales. Desde el 8 de julio de 2022 es miembro de la 1.ª Comisión de Investigación de la 20.ª legislatura del Bundestag. El 15 de octubre de 2022 fue elegido como único candidato para ser presidente de Alternativa Joven para Alemania. En ese sentido, pidió el armamento nuclear de Alemania, que hasta entonces había sido una mera «moneda de cambio de las potencias hegemónicas extranjeras».
Según un informe de BR, Gnauck empleó a Marvin Neumann, quien dejó la AfD en 2021. Neumann, exjefe de Alternativa Joven (JA), fue acusado en ese momento de hacer declaraciones sobre la supremacía blanca, entre otras cosas.